# Antonia Esteller
Antonia Esteller Camacho Clemente Bolívar (San Mateo, Veneçuela; 1844 - Caracas, Veneçuela; 12 de desembre de 1930) va ser una pedagoga i escriptora veneçolana. Va ser la neboda besnéta del líder revolucionari Simón Bolívar.

## Biografia
Antonia Esteller va néixer el 1844 a San Mateo, Veneçuela; filla de María Concepción Camacho Clemente Bolívar i de Benito Esteller.
El 1883, per a recordar el centenari de la mort del seu tiet besavi Simón Bolívar (nascut el 1783), va rebre el mandat de organitzar una exposició amb les labors de totes les dames del país, que va celebrar en una sala decorada també per ella mateixa. No obstant, el Ministerio de Fomento no li va finançar l'exposició, de manera que ho va haver de pagar ella mateixa i durant molts anys va estar pagant aquest deute.
Deu anys després, el 1893, es va fundar la Escuela Normal de Mujeres per a la instrucció de mestres d'instrucció primària (avui anomenada Unidad Educativa Nacional Gran Colombia), i Esteller va ser la seva primera directora (entre el 1893 i el 1898, quan el Ministeri d'Educació li va donar una pensió), dedicant-se a ensenyar història. Sobre aquest tema, a més, va publicar dos textos: el primer (Catecismo de Historia de Venezuela) el 1885 i el segon (Compendio de la historia de Cristóbal Colón) el 1895, els quals van ser declarats textos oficials no només a Veneçuela, també a Curaçao i a Puerto Rico.
El 1908 va tornar a ser directora de la Escuela Normal de Mujeres, però només va ocupar el càrrec durant uns pocs mesos. Durant en els seus últims anys de vida, tot i la pensió del Ministeri d'Educació i, a més, d'una casa que li havia donat el Ministeri de Guerra, es diu que va viure molt pobrament. Va morir soltera (mai no es va casar) el 12 de desembre de 1930, a la seva casa del centre de Caracas.

## Obra
- Catecismo de Historia de Venezuela (1885)
- Compendio de la historia de Cristóbal Colón (1895)